# Бад Пауелл
Бад Пауелл, справжнє ім'я Ерл Рудолф Пауелл (англ. Earl Rudolph «Bud» Powell; 27 вересня 1924 — 31 липня 1966, Нью-Йорк) — один із найвпливовіших піаністів в історії джазу. Разом з Чарлі Паркером та Діззі Гілеспі був засновником напрямку бі-боп.

## Життя і творчість
Грав на фортепіано із шести років, першим учителем був батько. З 15 років почав виступати в клубах Нью-Йорка, в 1943-44 грав у біг-бенді Куті Вільямса. Рано пристрастився до алкоголю, тому попадав у різні неприємні історії (в 1944 році у Філадельфії був арештований й у поліції побитий). В 1946 увійшов у квінтет Чарлі Паркера — Діззі Гіллеспі, співробітничав з Доном Байесом, Дж. Дж. Джонсоном, Сонні Стіттом, в 1947 зібрав тріо.
З ним грали контрабасисти Рей Браун, Оскар Петтіфорд, Джордж Дювівьє, Керлі Рассел, барабанщики Бадді Річ, Арт Тейлор, Рій Хайнз. Однак поступово виступав усе рідше й рідше, багато часу проводив у клініках.
В 1956 році оселився в Європі, з 1959 року постійно виступав у паризькому клубі Blue Note (з контрабасистом Пьєром Мішло й барабанщиком Кенні Кларком), приєднувався до американських гастролерів. В 1964 році повернувся в Нью-Йорк і два місяці грав у клубі Birdland.
Найкращі композиції Пауелла — Parisian Thoroughfare, Bouncin' With Bud, Webb City, Un Poco Loco, Celia, Strictly Confidential, Glass Enclosure, Hallucinations (Майлз Девіс записав її за назвою Budo).
На піку кар'єри його гра вражала сучасників блискучою дотепністю, стрімким темпом і бездоганною технікою. Він був однією з головних фігур бібопа й вплинув, прямо й побічно, практично на всіх джазових піаністів п'ятидесятих років.
Бад Пауелл частіше інших боперов звертався до мінорних тональностям. Так, в альбомі «The Scene Changes», записаному 29 грудня 1958 року в тріо з Paul Chambers на басі й Art Taylor на барабанах, з дев'яти записаних композицій (усі належать Bud Powell) лише чотири — у мажорі.

## Записи
1. One Night In Birdland (1950)
2. Jazz At Massey Hall: The Quintet Of The Year (1953, з Чарли Паркером)
3. Bud Powell's Moods (1953)
4. The Bud Powell Trio: The Verve Sessions (1955)
5. Bouncin’ With Bud (1955)
6. Blues In The Closet (1956)
7. Swinging With Bud (1957)
8. A Portrait Of Thelonius (1961)
9. The Genius Of Bud Powell (1961)
10. The Bud Powell Trio At The Golden Circle. Vol. 1-2 (1962)
11. The Genius Of Bud Powell. 1950-51 (1978)
12. The Best Years (1978)
13. At The Blue Note Cafe.1961 (1981)
14. The Amazing Bud Powell. Vol. 1-2.1949-53 (1982)
15. The Complete Essen Jazz Festival Concert. 1960 (1988)
16. Ultimate Bud Powell (1998)